# Norbert Rózsa
Norbert Rózsa, född 9 februari 1972 i Dombóvár, är en ungersk före detta simmare.
Rózsa blev olympisk guldmedaljör på 200 meter bröstsim vid sommarspelen 1996 i Atlanta.